# August Langhoff
Carl Fredrik August Langhoff, född 2 februari 1856 i Heinola, död 18 november 1929 i Helsingfors, var en finländsk general. Han upphöjdes till friherre 1912 och blev den siste att adlas i Finland.
Langhoff, som var son till en apotekare, dimitterades från Finska kadettkåren 1877 och trädde i rysk tjänst samt genomgick generalstabsakademien. Som överstelöjtnant blev han 1890 adjutant vid befälhavarstyrelsen för finländska militären, blev 1892 överste, 1894 kommendör för Nylands finska skarpskyttebataljon, 1896 stabschef för finländska militären, 1897 kommendör för Finska gardesbataljonen och 1899 för Semjonovska gardesregementet i Sankt Petersburg, 1900 generalmajor och 1904 brigadchef. 
År 1906 blev Langhoff ministerstatssekreterare för Finland, befordrades samma år till generallöjtnant och upphöjdes 1912 i friherrligt stånd. Som ministerstatssekreterare sökte han under ytterst svåra förhållanden – som framgår bland annat av hans memoarverk Sju år såsom Finlands representant inför tronen (två delar, 1922–23) – göra vad göras kunde för att mot de ryska makthavarna tillvarata Finlands rätt. Han entledigades från ämbetet 1913 och erhöll samma år avsked även ur militärtjänst med graden general av infanteriet. Langhoff var under finska inbördeskriget 1918 generalinspektör för sanitetsväsendet vid Gustaf Mannerheims armé.